# Metagonyleptes torulosus
Metagonyleptes torulosus is een hooiwagen uit de familie Gonyleptidae.